# سرعنوان موضوعی فارسی
مجموعه موضوعاتی است که توسط کتابخانه ملی ایران در سال ۱۳۴۸ ایجاد شد تا در نمایه‌سازی مقالات نشریات و فهرستگان کتاب‌های چاپ‌شده در ایران، به کار برده شود. سرعنوان‌های موضوعی فارسی که تا کنون ۳ ویرایش از آن انجام شده‌است، از کار ابزارهای اصلی فهرست‌نویسی تحلیلی و تعیین موضوع منابع به‌شمار می‌رود. در مجموعه دوجلدی "سر عنوان‌های موضوعی فارسی " حدود ۱۷۰۰۰ موضوع گردآمده که طی سال‌های ۱۳۴۸ تا آخر سال ۱۳۷۶ در کتابخانه ملی ایران مستندشده و به کار رفته‌است. این سرعنوان‌ها براساس مجموعه چهارجلدی سر عنوان‌های موضوعی کتابخانه کنگره آمریکا که حدود ۶۰۰/۲۵۷ موضوع است، تدوین شده‌است.

## مدخل‌ها در سرعنوان‌های موضوعی
هر مدخل کامل سرعنوان‌های موضوعی، شامل این موارد است: موضوع اصلی، تقسیم جغرافیایی، معادل موضوع به انگلیسی، شمارهٔ رده‌بندی دیویی، یادداشت دامنه موضوعی، × موضوع انتخاب نشده، ×× موضوع اعم به موضوع اصلی، ن.ن. موضوع مرتبط به موضوع اصلی، تقسیم فرعی مربوط به موضوع.